# Biến đổi hạt nhân

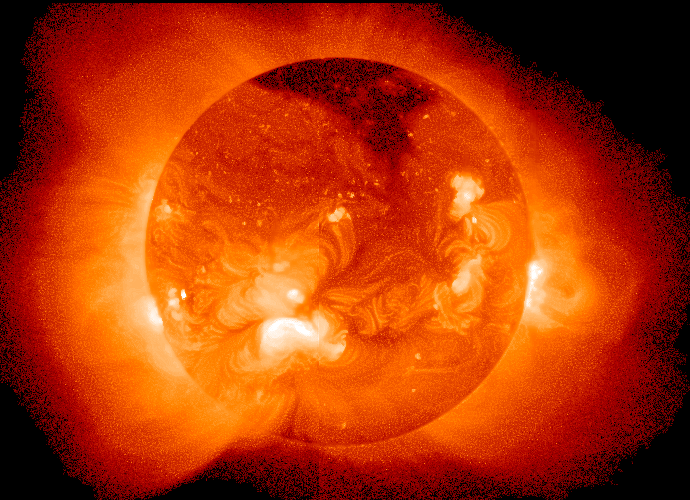
Mặt Trời là một lò phản ứng nhiệt hạch tự nhiên, và biến đổi các nguyên tố nhẹ thành các nguyên tố nặng hơn thông qua quá trình tổng hợp hạt nhân của các ngôi sao, một dạng phản ứng tổng hợp hạt nhân.

Biến đổi hạt nhân là sự biến đổi một nguyên tố hóa học hoặc một đồng vị thành một nguyên tố hóa học khác. Vì bất kỳ nguyên tố nào (hoặc đồng vị của một) được xác định bởi số proton (và neutron) trong nguyên tử của nó, tức là trong hạt nhân nguyên tử, nên sự biến đổi hạt nhân xảy ra trong bất kỳ quá trình nào mà số proton hoặc neutron trong hạt nhân bị thay đổi.
Sự biến đổi có thể đạt được bằng phản ứng hạt nhân (trong đó một hạt bên ngoài phản ứng với hạt nhân) hoặc bằng phân rã phóng xạ mà không cần nguyên nhân bên ngoài.
Sự biến đổi hạt nhân tự nhiên bằng cách tổng hợp hạt nhân của các ngôi sao trong quá khứ đã tạo ra hầu hết các nguyên tố hóa học nặng hơn trong vũ trụ hiện nay đã biết, và tiếp tục diễn ra cho đến ngày nay, tạo ra phần lớn các nguyên tố phổ biến nhất trong vũ trụ, bao gồm heli, oxy và carbon. Hầu hết các ngôi sao thực hiện quá trình biến đổi này thông qua các phản ứng nhiệt hạch liên quan đến hydro và heli, trong khi các ngôi sao lớn hơn nhiều cũng có khả năng hợp nhất các nguyên tố nặng hơn nhẹ hơn sắt vào cuối quá trình tiến hóa của chúng.
Các nguyên tố nặng hơn sắt, chẳng hạn như vàng hoặc chì, được tạo ra thông qua quá trình biến đổi nguyên tố chỉ có thể xảy ra một cách tự nhiên trong các siêu tân tinh. Khi các ngôi sao bắt đầu hợp nhất các nguyên tố nặng hơn, năng lượng được giải phóng từ mỗi phản ứng nhiệt hạch sẽ ít hơn đáng kể. Các phản ứng tạo ra các nguyên tố nặng hơn sắt sẽ thu nhiệt và không thể tạo ra năng lượng cần thiết để duy trì nhiệt hạch ổn định bên trong ngôi sao.
Một loại biến đổi tự nhiên có thể quan sát được trong hiện tại xảy ra khi một số nguyên tố phóng xạ có trong tự nhiên phân rã tự nhiên bởi một quá trình gây ra biến đổi, chẳng hạn như phân rã alpha hoặc beta. Một ví dụ là sự phân rã tự nhiên của kali-40 thành argon-40, tạo thành phần lớn argon trong không khí. Cũng trên Trái đất, sự biến đổi tự nhiên từ các cơ chế khác nhau của phản ứng hạt nhân tự nhiên xảy ra, do tia vũ trụ bắn phá các nguyên tố (ví dụ, để tạo thành carbon-14), và đôi khi do bắn phá neutron tự nhiên (ví dụ, xem lò phản ứng phân hạch hạt nhân tự nhiên).